# 瑞秋·哈德曼
瑞秋·蕾妮·哈德曼是一名美國公共衛生學者，現任明尼蘇達大學公共衛生學院衛生政策與管理系副教授。她是首屆健康與種族平等藍十字捐贈教授。她的研究涉及種族主義如何影響健康結果，特別是非裔美國人的孕產婦健康。

## 早年生活和教育
哈德曼來自明尼阿波利斯。她最初在路易斯安那賽維爾大學學習化學和西班牙語。畢業後，她來到位於哈瓦那的古巴拉丁美洲醫學院。在古巴，她第一次體驗到了更以病人為中心的醫療保健模式，這種模式著重在預防和病人與醫生之間的聯繫。她轉到明尼蘇達大學攻讀研究生，獲得公共衛生管理與政策專業的公共衛生碩士學位，之後又完成衛生服務研究與政策專業的博士學位，主攻健康與疾病社會學以及人口健康。她的博士研究考慮醫學教育中種族、性別和社會經濟地位的交叉問題。

## 職業生涯
哈德曼研究健康的社會決定因素，利用交叉性理論來更好地理解健康差異。她的研究表明在明尼蘇達州，非裔美國婦女在分娩過程中死亡的幾率是白人婦女的兩倍。哈德曼認為，朵拉這種非醫療性質的分娩指導員可以改善黑人母親的醫療效果。2016年，哈德曼啟動了一項計劃，研究出生結果中的種族不平等問題。作為該計劃的一部分，哈德曼研究了非裔美國人擁有的根基社區分娩中心的最佳實踐。Roots由明尼蘇達州唯一的非裔美國人助產士蕾貝卡·波爾斯頓（Rebecca Polston）創辦，為非裔美國人社區提供以文化為中心的護理服務。
在努力支持非裔美國母親的同時，哈德曼也致力於改革醫學院，確保培養出來的學生能夠為所有患者提供公平的醫療服務。哈德曼與醫生兼社會學家布魯克·坎寧安（Brooke Cunningham）合作，開發了一套新的醫學院課程，旨在減少健康差距
哈德曼從事醫學研究、教育和政策制定工作。她擔心川普政府提出的Title X的修改會對邊緣化群體產生重大影響，「這是一個生殖公正和健康公平的問題。剝奪貧困、年輕和少數族裔患者獲得生殖健康服務的權利是不公正的，也是一種暴力行為。」
在COVID-19大流行期間，哈德曼調查了COVID-19疾病對有色人種社區的影響。她認為，COVID-19疾病對少數族裔造成的不成比例的影響暴露了美國醫療保健的弊端，並認為這為「建立一個新系統」提供了機會。針對喬治·佛洛伊德之死，哈德曼和里婭·博伊德將警察暴力和結構性種族主義稱為公共衛生危機。她們共同寫道：「現在擺在醫療保健系統面前的選擇是展示而不是告訴人們黑人的生命很重要」。她認為，許多人認為追蹤接觸者對減少冠狀病毒疾病的過量死亡至關重要，但在對機構極度不信任的社區，尤其是在應對警察暴力時，追蹤接觸者是很困難的。哈德曼說，雖然社群媒體揭露了警察的暴行，並提供了組織起來的工具，但「不得不一遍又一遍地重溫這些事件對心理健康和情緒穩定是非常有害的」。
2021年2月24日，哈德曼利用明尼蘇達州藍十字和藍盾公司向明尼蘇達大學公共衛生學院捐贈的500萬美元，成立了健康公平反種族主義研究中心 （页面存档备份，存于）（CARHE）。CARHE的創始使命是：(1) 進行反種族主義研究；(2) 促進真正的社區參與；(3) 開展教育和培訓；(4) 改變對種族和種族主義的描述；(5) 成為值得信賴的資源。

## 榮譽
- 《健康事務》閱讀量最高博文（2015年）[15]
- 美國內科醫學委員會（英语：American Board of Internal Medicine）小約翰·A·班森醫學博士專業精神文章獎（2016年）[16]
- 歐洲醫學教育協會研究論文獎（2016年）[17]
- 明尼蘇達大學喬西·約翰遜人權與社會正義獎（2019年）[18]
- ASSPH公共衛生研究早期職業獎（2019年）[19]
- AcademyHealth頒發的愛麗絲·S·赫什新興領導者獎（2020年）[20]

## 部分出版
- Phelan, Sean M.; Dovidio, John F.; Puhl, Rebecca M.; Burgess, Diana J.; Nelson, David B.; Yeazel, Mark W.; Hardeman, Rachel; Perry, Sylvia; Ryn, Michelle van. . Obesity. 2014, 22 (4): 1201–1208. ISSN 1930-739X. PMC 3968216 . PMID 24375989. doi:10.1002/oby.20687 （英语）.
- van Ryn, Michelle; Hardeman, Rachel; Phelan, Sean M.; PhD, Diana J. Burgess; Dovidio, John F.; Herrin, Jeph; Burke, Sara E.; Nelson, David B.; Perry, Sylvia; Yeazel, Mark; Przedworski, Julia M. . Journal of General Internal Medicine. 2015-12-01, 30 (12): 1748–1756. ISSN 1525-1497. PMC 4636581 . PMID 26129779. doi:10.1007/s11606-015-3447-7 （英语）.
- Hardeman, Rachel R.; Medina, Eduardo M.; Kozhimannil, Katy B. . New England Journal of Medicine. 2016, 375 (22): 2113–2115. ISSN 0028-4793. PMC 5588700 . PMID 27732126. doi:10.1056/NEJMp1609535 （英语）.